# Alfons II. Asturský
Alfons II. Asturský, zvaný Cudný (Afonso el Casto) (mezi 761 a 768 Oviedo – 842 Oviedo), byl král Asturie během roku 783 a znovu v letech 791–842.
Během jeho vlády, která trvala 51 let, byl objeven hrob sv. Jakub (ve španělsky mluvicích zemích zvaného Santiago) v městě Compostela, později známého jako Santiago de Compostela. Byl synem Fruely I. a Munie, baskické ženy z Álavy, která byla zajata a přivedena do Asturie během jednoho z mnohých tažených do této oblasti.

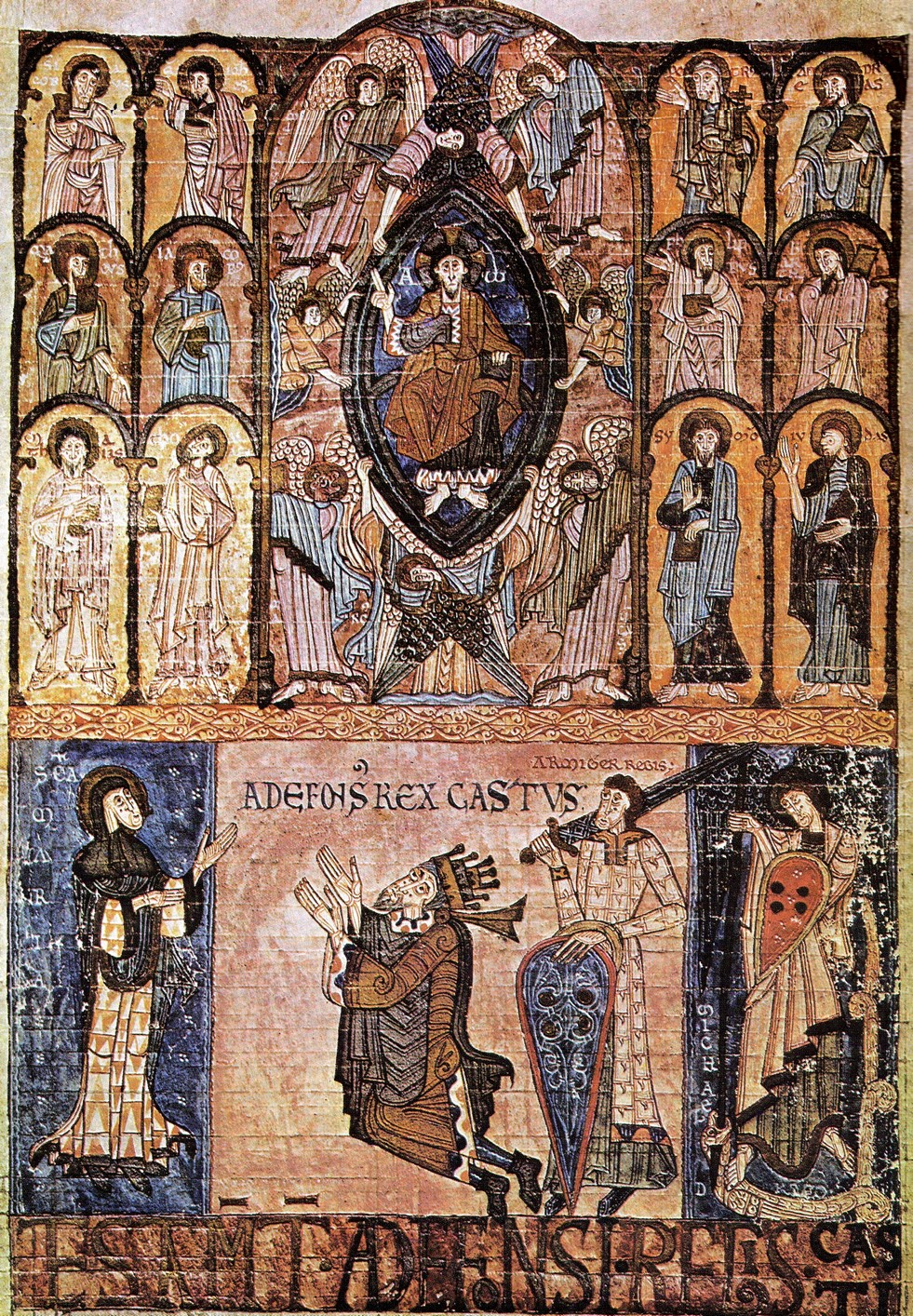
Alfonso II. v kronice Libro de los Testamentos z 12. století.

## Život

### Mládí
Narodil se mezi lety 759 a 760 v Oviedu jako syn krále Fruely I. (757–768) a královny Munie, která pocházela z Álavy. Po otcově smrti nemohl jako nezletilý nastoupit na trůn. Do opatrovnictví ho dostala jeho teta Adosinda, manželka asturského krále Sila, i když podle jedné z tradic mohl být poslán do kláštera San Xulián de Samos. Během vlády krále Sila později zastával úřad správce paláce. Po Silově smrti v roce 783 se ho jeho teta královna Adosinda pokusila dosadit na trůn. Šlechta ale povstala a dosadila na místo něj na trůn jeho strýce Mauregata, nevlastního bratra Adosindy. Alfonso následně uprchl do Álavy k příbuzným své matky. Po Mauregatově smrti nastoupil na trůn Bermudo, syn Fruely z Cantábrie. Ten po porážce v bitvě na řece Burbia v roce 791 abdikoval a Alfonso se tak konečně se dostal k moci. 

### Začátek vlády
Alfonso byl zvolen králem 14. září 791. Jeho následné pomazání za krále je první doložené církevní svěcení krále v Asturii. Za své královské sídlo si zvolil Oviedo namísto Pravie, která sloužila jako centrum království od dob Sila. Oviedo bylo založeno Alfonsovým otcem Fruelou a sám Alfonso se zde narodil. V Oviedu za své vlády nechal vybudovat palác a kostely, například chrám San Tirso  a chrám San Julián de los Prados (znám taky jako Santullano), které shlížely na rodící se město. 

### Nájezdy Maurů
Již od začátku Alfonsovi vlády zahájil cordobský emír Hišám I., syn Abd al-Rahmána I., sérii vojenských tažení jednak ve východních Pyrenejích, jednak na severozápadě. Roku 794 nájezd vedený Abd al-Karimem uštědřil Alfonsovi tvrdou ránu na východních hranicích Asturského království (Kantábrie a Kastilie). Asturský král následně požádal o pomoc Belasca, baskického pána Álavy a přilehlých krajů, jenž byl v té době vazalem Francké říše. Abd al-Karim postupoval mezi tím hlouběji do nitra Asturie, kterou cestou vyplenil (včetně nového hlavního města Ovieda), zatímco jeho bratr Abd al-Malik pronikl do západní části Asturie. Cílem těchto expedic nebyl ani tak pokus o ovládnutí zbývajících křesťanských území, jako spíše snaha shromáždit velkou kořist a znovunastolit vojenskou převahu na Asturským královstvím.  

### Vztahy s Karlem Velikým a papežstvím
Pod tlakem svých nepřátel se Alfonso rozhodl požádat o pomoc Karla Velikého. V letech 796, 797 a 798 proto vyslal několik poselstev do Tolouse a Cách. Tyto diplomatické snahy, které popisují Froia a později Basiliscus, měly podle všeho posílit Alfonsovu legitimitu a vládu, aby lépe dokázal čelit šlechtické opozci a nájezdům Abd al-Karima a Abd al-Malika.
Podle Letopisů království Franků (Annales regni Francorum) byla Karlem Velikým a papežem v té době Asturie poprvé označena za království. Alfonsova podle všeho "na oplátku" podporoval vliv franské církve v Asturii, spojené se zavedením uctívání sv. Martina (oblíbeného světce ve Franské říši).
Alfonsovi vyslanci se pravděpodobně museli také zabývat Adopcionismem, herezí, která za panování Bermuda I. poprvé přitáhla zrak Karla Velikého k Asturském království. Zdá se, že následná franská podpora silně pomohla v Alfonsových odvetných taženích. V boji proti Córdobskému emirátu Alfons zvítězil v bitvě u Luga, což mu umožnilo proniknout až k Teju a na krátkou dobu dobýt (vyplenit) Lisabon (798). Kolem roku 802 jej však spiklenci sesadili z trůnu  a uvěznili v klášteře. Nejpozději v roce 808 se vrátil k moci a v následujících letech dál úspěšně bojoval proti Maurům. Ctil vizigótské tradice. Založil poutní místo Santiago de Compostela. 

### Pozdější události

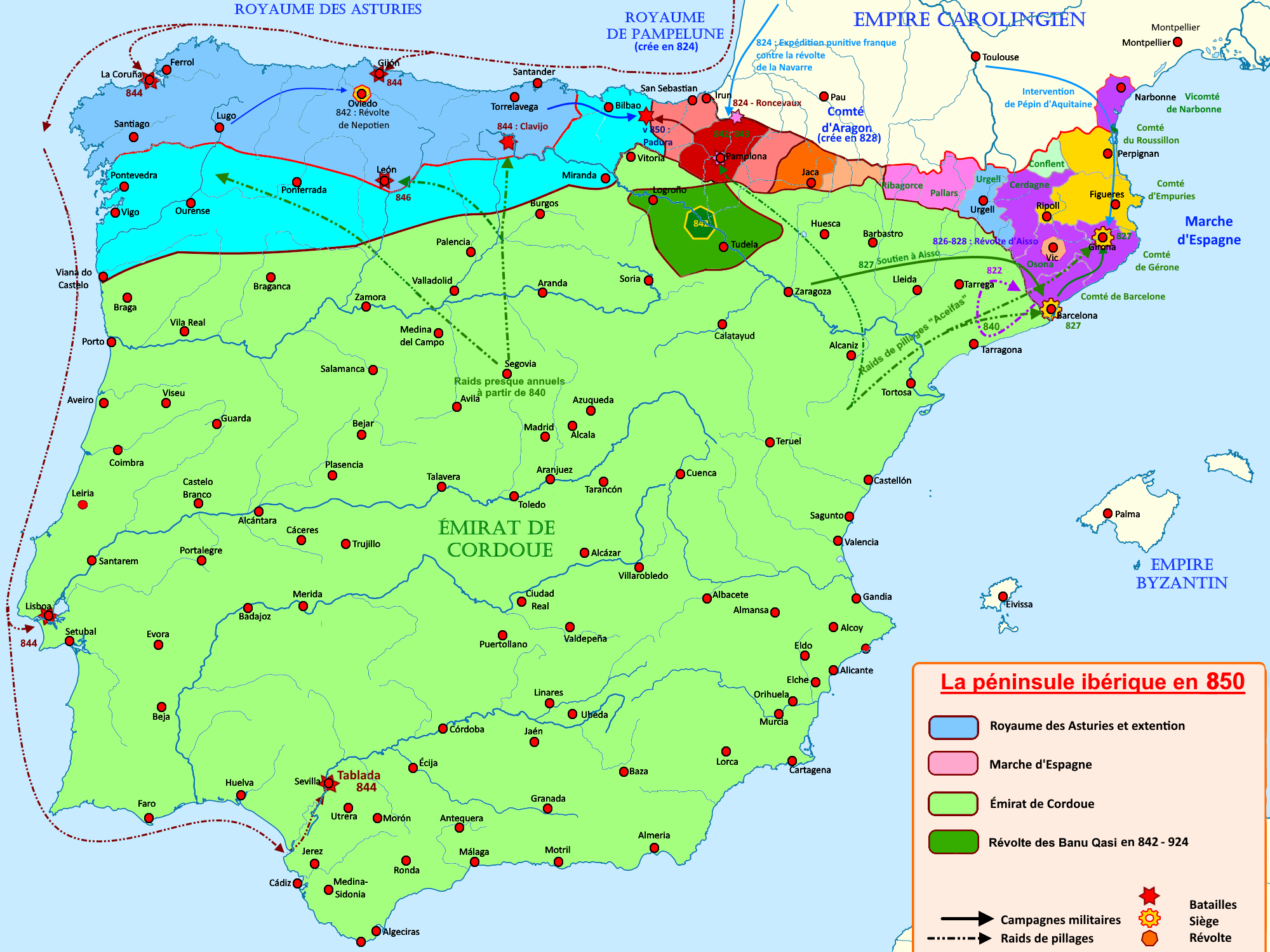
Asturie v roce 850

Během Alfonsovy vlády byl objeven údajný hrob sv. Jakuba. Podle tradice bylo tělo sv. Jakuba obejveno roku 814 v Compostele a král Alfonso byl prvním poutníkem, který se vydal ke svatyni v Libredón.

### Konec života a odkaz
Zemřel v roce 842 bez potomků. Jeho celoživotní cudnost, vychvalovaná kronikáři, pravděpodobně souvisí s jeho pobytem v klášteře, kde byl ovlivněn mnišským životem. Vymřela jím přímá rodová linie královské rodiny, pocházející přes Ermesindu, manželku Alfonse I., až k Pelayovi, prvnímu asturském vládci. 
Je pohřben v panteonu asturských králů, v kapli Panny Marie (Nuestra Señora del Rey Casto) v katedrále Spasitele v Oviedu.